# Enrique y Ana
Enrique y Ana — испанская музыкальная группа конца 70-х—начала 80-х годов XX века.

## Творчество
Группа «Enrique y Ana» представляла собой музыкальный дуэт, основанный в 1977 году и распавшийся в 1983 году. Он состоял из Аны Ангиты Шиверс, которой на момент образования дуэта было 8 лет и Энрике дель Посо, которому было 20 лет. Они выпустили несколько дисков и снялись в одном фильме «Приключения Энрике и Аны» (Las aventuras de Enrique y Ana).
Известность дуэту принесли такие песни, как «La gallina co-co-uá», «Charleston (Mamá, cómprame unas botas)», «La yenka», «En un bosque de la China», «Garabatos», «El superdisco chino», «Abuelito», «Baila con el hula-hoop», «La canción del panda» и «Mi amigo Félix», среди прочих.
Они часто выступали на телевидении в популярных детских музыкальных передачах, таких как «Aplauso», «300 millones», «Un, dos, tres», «La cometa blanca» и «Sabadabadá». Они выступали в качестве приглашённых исполнителей на первом фестивале ибероамериканской детской песни в 1979 году. В 1982 году они записали детскую образовательную песню «La canción de los planetas» о девяти планетах Солнечной системы — Меркурии, Венере, Земле, Марсе, Юпитере, Сатурне, Уране, Нептуне и Плутоне. В песне Меркурий живёт очень близко к Солнцу, Уран является королём газа бутана, а Нептун играет в баскетбол с Плутоном.
Дуэт распался в 1983 году, и если Ана полностью прекратила выступления, занявшись учёбой, то Энрике дель Посо без особого успеха пробовался в качестве солиста. В 2000 году он выпустил детский сборник Enrique y amigos.
В 2003 году Ана Ангита презентовала детский диск для ассоциации против жестокого обращения с детьми.

## Дискография
Группа выпустила 7 долгоиграющих дисков:
- 1977 — Muy pronto hay que triunfar[1].
- 1978 — El disco para los pequeños[1].
- 1979 — Canta con Enrique y Ana[1].
- 1980 — Multiplica con Enrique y Ana[1].
- 1981 — Las Aventuras de Enrique y Ana: официальный саундтрек к фильму[1].
- 1982 — Para nuestros amigos[1].
- 1983 — Grandes y pequeños[1].